# Tooth and Nail
Tooth and Nail – składanka prezentująca zespoły punkrockowe z okolic Los Angeles i San Francisco wydana w 1979 roku przez firmę Upsetter Records.

## Lista utworów
1. Controllers – Another Day
2. Controllers – Electric Church
3. Controllers – Jezebel
4. Flesh Eaters – The Word Goes Flesh
5. Flesh Eaters – Pony Dress
6. Flesh Eaters – Version Nation
7. U.X.A. – Social Circle
8. U.X.A. – U.X.A.
9. Negative Trend – I Got Power
10. Negative Trend – Mercenaries
11. Middle Class – Love Is Just a Tool
12. Middle Class – Above Suspicion
13. The Germs – Manimal
14. The Germs – Dragon Lady
15. The Germs – Strange Notes